# 高雄市私立三信高級家事商業職業学校
三信高級家事商業職業学校（さんしんこうきゅうかじしょうぎょうしょくぎょうがっこう、三信家商、San-Hsin High School）は、台湾の高雄市苓雅区にある私立の職業学校（日本の高等学校職業科に相当、ちなみに普通科の場合は高級中学）である。高雄市第三信用合作社（台湾の信用合作社は、日本の信用組合に相当）が母体となり、1958年に設立された。
現在は10学科と2系統の技術職業班からなる。

## 組織
- 商業学
  - 綜合高中
  - 商業経営科
- 管理学
  - 流通管理科
  - 餐飲管理科
  - 観光科
- 資訊学
  - 資料処理科
- 語文学
  - 応用外語科
- 技能学
  - 幼児保育科
  - 美容科
  - 広告設計科
- 技職学
  - 輪調班
  - 実用技能班

## アクセス
- 最寄駅：高雄メトロ五塊厝駅

## 歴代校長
- 第一代校長：林瓊瑤（1958年8月9日～1975年7月31日）
- 第二代校長：李慶晊
  - 1971年2月～1975年7月31日、副校長・校長代理を担当
  - 1975年8月1日～1990年12月16日、第二代校長に就任
- 第三代校長：蔡華山（1991年3月23日～1999年2月27日）
- 第四代校長：潘福照（1999年3月1日～現在）

## 校歌
阿 美麗的陽光 普照天地 看呀               晴空映出了我校              今天
我來自天涯 海角同學們我們                  緊緊繫在一起                     讓我
讚美三信讓我高唱三信  胸膛                   充滿著希望                        那
悠遠的鐘聲響撤我心                                   怎麼        不叫我懷念